# Cyanopterus togoanus
Cyanopterus togoanus är en stekelart som först beskrevs av Charles Thomas Brues 1926.  Cyanopterus togoanus ingår i släktet Cyanopterus och familjen bracksteklar. Inga underarter finns listade i Catalogue of Life.